# Hönnetalbahn
| Streckennummer (DB): | 2853                 |                                     |                                  |
| Kursbuchstrecke (DB): | 437                  |                                     |                                  |
| Kursbuchstrecke: | 239g (1946)          |                                     |                                  |
| Streckenlänge: | 22 km                |                                     |                                  |
| Spurweite: | 1435 mm (Normalspur) |                                     |                                  |
| Streckenklasse: | D4                   |                                     |                                  |
| Maximale Neigung: | 13,8 ‰               |                                     |                                  |
| Minimaler Radius: | 235 m                |                                     |                                  |
| Streckengeschwindigkeit: | 60 km/h              |                                     |                                  |
| |                      |                                     |                                  |
| \| \| \| von Fröndenberg \| \| \| \| 0,0 \| Menden (Sauerland) \| 139 m \| \| \| \| nach Hemer (heute Anschlussbahn) \| \| \| \| \| Oese \| \| \| \| 1,1 \| Ostermeier & Fliß (Anst) \| Ostermeier & Fliß (Anst) \| \| \| 1,3 \| Eichelberg (Anst) \| Eichelberg (Anst) \| \| \| 1,4 \| Menden (Sauerland) Süd \| 145 m \| \| \| 1,9 \| Horlecke Anschluss Rheinkalk \| Horlecke Anschluss Rheinkalk \| \| \| 3,7 \| Lendringsen \| 157 m \| \| \| 5,4 \| Oberrödinghausen \| 175 m \| \| \| \| Hönne \| \| \| \| 6,8 \| Uhu-Tunnel (117 m) \| Uhu-Tunnel (117 m) \| \| \| \| Hönne \| \| \| \| 7,2 \| Klusenstein (Reaktivierung geplant)[2] \| 185 m \| \| \| 7,9 \| Binolener Tunnel (277 m) \| Binolener Tunnel (277 m) \| \| \| \| Hönne \| \| \| \| 8,7 \| Binolen \| 195 m \| \| \| \| Hönne \| \| \| \| 10,7 \| Volkringhausen \| 216 m \| \| \| \| Hönne \| \| \| \| 11,5 \| Sanssouci \| 221 m \| \| \| \| Hönne \| \| \| \| 13,1 \| Balve Hertin (Awanst) \| Balve Hertin (Awanst) \| \| \| 14,3 \| Balve \| 241 m \| \| \| \| Balve-Schulzentrum (geplant)[2] \| \| \| \| 16,6 \| Garbeck \| 257 m \| \| \| 17,4 \| Müller (Balve) (Anst) \| Müller (Balve) (Anst) \| \| \| 20,5 \| Küntrop \| 290 m \| \| \| 21,9 \| Brünninghaus (Neuenrade) (Anst) \| Brünninghaus (Neuenrade) (Anst) \| \| \| 22,3 \| Neuenrade \| 306 m \| \| \| \| \| \| \| Quellen: [3][4][5] \| \| \| \| |                      |                                     |                                  |
| Strecke |                      | von Fröndenberg                     | von Fröndenberg                  |
| Bahnhof | 0,0                  | Menden (Sauerland)                  | 139 m                            |
| Abzweig geradeaus und nach rechts |                      | nach Hemer (heute Anschlussbahn)    | nach Hemer (heute Anschlussbahn) |
| Brücke über Wasserlauf |                      | Oese                                | Oese                             |
| ehemalige Blockstelle | 1,1                  | Ostermeier & Fliß (Anst)            | Ostermeier & Fliß (Anst)         |
| ehemalige Blockstelle | 1,3                  | Eichelberg (Anst)                   | Eichelberg (Anst)                |
| Haltepunkt / Haltestelle | 1,4                  | Menden (Sauerland) Süd              | 145 m                            |
| Dienststation / Betriebs- oder Güterbahnhof | 1,9                  | Horlecke Anschluss Rheinkalk        | Horlecke Anschluss Rheinkalk     |
| Haltepunkt / Haltestelle Streckenende | 3,7                  | Lendringsen                         | 157 m                            |
| ehemaliger Haltepunkt / Haltestelle | 5,4                  | Oberrödinghausen                    | 175 m                            |
| Brücke über Wasserlauf |                      | Hönne                               | Hönne                            |
| Tunnel | 6,8                  | Uhu-Tunnel (117 m)                  | Uhu-Tunnel (117 m)               |
| Brücke über Wasserlauf |                      | Hönne                               | Hönne                            |
| ehemaliger Haltepunkt / Haltestelle | 7,2                  | Klusenstein (Reaktivierung geplant) | 185 m                            |
| Tunnel | 7,9                  | Binolener Tunnel (277 m)            | Binolener Tunnel (277 m)         |
| Brücke über Wasserlauf |                      | Hönne                               | Hönne                            |
| Bahnhof | 8,7                  | Binolen                             | 195 m                            |
| Brücke über Wasserlauf |                      | Hönne                               | Hönne                            |
| Haltepunkt / Haltestelle | 10,7                 | Volkringhausen                      | 216 m                            |
| Brücke über Wasserlauf |                      | Hönne                               | Hönne                            |
| Haltepunkt / Haltestelle Streckenende | 11,5                 | Sanssouci                           | 221 m                            |
| Brücke über Wasserlauf |                      | Hönne                               | Hönne                            |
| Abzweig geradeaus und ehemals von rechts | 13,1                 | Balve Hertin (Awanst)               | Balve Hertin (Awanst)            |
| Bahnhof | 14,3                 | Balve                               | 241 m                            |
| ehemaliger Haltepunkt / Haltestelle |                      | Balve-Schulzentrum (geplant)        | Balve-Schulzentrum (geplant)     |
| Haltepunkt / Haltestelle Streckenende | 16,6                 | Garbeck                             | 257 m                            |
| ehemalige Blockstelle | 17,4                 | Müller (Balve) (Anst)               | Müller (Balve) (Anst)            |
| Haltepunkt / Haltestelle | 20,5                 | Küntrop                             | 290 m                            |
| ehemalige Blockstelle | 21,9                 | Brünninghaus (Neuenrade) (Anst)     | Brünninghaus (Neuenrade) (Anst)  |
| Kopfbahnhof Streckenende (Strecke außer Betrieb) | 22,3                 | Neuenrade                           | 306 m                            |
| |                      |                                     |                                  |
| Quellen: |                      |                                     |                                  |

Die Hönnetalbahn ist eine Nebenbahn in Nordrhein-Westfalen. Sie verläuft von Menden (Sauerland) durch das Hönnetal über Balve nach Neuenrade.

## Geschichte

Postkutsche im Hönnetal (1901) vor Eröffnung der Bahnlinie im Jahr 1912

Die Eisenbahnstrecke Menden–Neuenrade wurde am 1. April 1912 eröffnet, nachdem zuvor am 28. März 1912 die landespolizeiliche Abnahme erfolgt war. Die Bauarbeiten zum vorgenannten Abschnitt hatten im Jahr 1909 begonnen.
Zum Eröffnungszeitpunkt gab es die Bahnhöfe Neuenrade, Garbeck, Balve, Sanssouci, Binolen und Lendringsen und die Haltepunkte Küntrop, Volkringhausen, Klusenstein, Oberrödinghausen und Menden–Süd. Bei dem heutigen zwischen Lendringsen und Menden–Süd liegenden Bahnhof Horlecke handelt es sich um einen Zugleitbahnhof. Bis zum Jahr 1967 hatte Horlecke nicht den Status eines Bahnhofes.
Die Bahnlinie diente vorrangig der industriellen Nutzung des Hönnetals. Aufgrund der neuen Verkehrsanbindung entstanden entlang der Strecke Kalksteinbrüche in Binolen, Sanssouci, Balve und Garbeck. Der wirtschaftliche Aufschwung verzögerte sich durch den Ausbruch des Ersten Weltkrieges, der auch eine Einschränkung im Personenverkehr brachte. Im Steckrübenwinter 1917/18 diente auch diese Bahnstrecke zur Versorgung der hungernden Bevölkerung des Ruhrgebiets, die auf den abgeernteten Feldern in großer Zahl nach Kartoffeln und Getreide suchten. Nach 1925 erhöhte sich der Ausflugsreisezugverkehr wieder.
Vor dem Zweiten Weltkrieg gab es so viele Touristen im Tal, dass der „autofreie Sonntag“ eingeführt wurde, um den Gästen Ruhe und Erholung zu bieten. Auch in der Nachkriegszeit kamen aus dem Ruhrgebiet sonntags bis zu 1000 Personen in die zahlreichen Gaststätten. Zwischen den beiden Kriegen wurde der Bau einer Eisenbahnstrecke Emden–Frankfurt durch das enge Hönnetal erwogen, um eine vor „Feinden“ (Franzosen) sichere Nord-Süd-Verkehrsverbindung nutzen zu können.
Einschränkungen gab es erst wieder 1943 nach Zerstörung der Ruhrbrücke bei Fröndenberg durch die Flutwelle nach dem Luftangriff auf die Möhnetalsperre am 17. Mai (Möhnekatastrophe). Nach der Errichtung einer Behelfsbrücke konnte der Eisenbahnverkehr wieder aufgenommen werden und diente dann auch zur Versorgung des Arbeitslagers Schwalbe 1 bei Oberrödinghausen und dem Transport der tausenden Zwangsarbeiter aus den 17 im Hönnetal von Sanssouci bis Lendringsen verteilten Lagern. Zwei Jahre später kam der Zugverkehr erneut zum Erliegen, als die Eisenbahnbrücke in Sanssouci gesprengt worden war. Im Juni 1945 konnte nach dem Bau einer Behelfsbrücke, die bis ins Jahr 1952 genutzt wurde, der Zugverkehr wieder durchgeführt werden.
Mitte der 1950er-Jahre war die Nebenstrecke die rentabelste der Bundesbahndirektion Wuppertal. In den Folgejahren gab es immer wieder Rationalisierungsmaßnahmen; zugleich nahm der Verkehr stetig ab. In den vergangenen Jahren stand mehrfach die Stilllegung der Strecke im Raum.
Es existierten Pläne, die Hönnetalbahn über ihren Endpunkt Neuenrade hinaus nach Werdohl oder ab der Abzweigstelle Sanssouci in Richtung Plettenberg zu verlängern. Dort hätte eine Verbindung zur Ruhr-Sieg-Strecke bestanden. Diese Planung wurde jedoch aufgegeben. Ein natürliches Hindernis bei der Planung war das tief eingeschnittene Lennetal, das von steilen Bergwänden mit recht hohen Passhöhen beidseits umgeben ist.

## Betrieb

### Personenverkehr

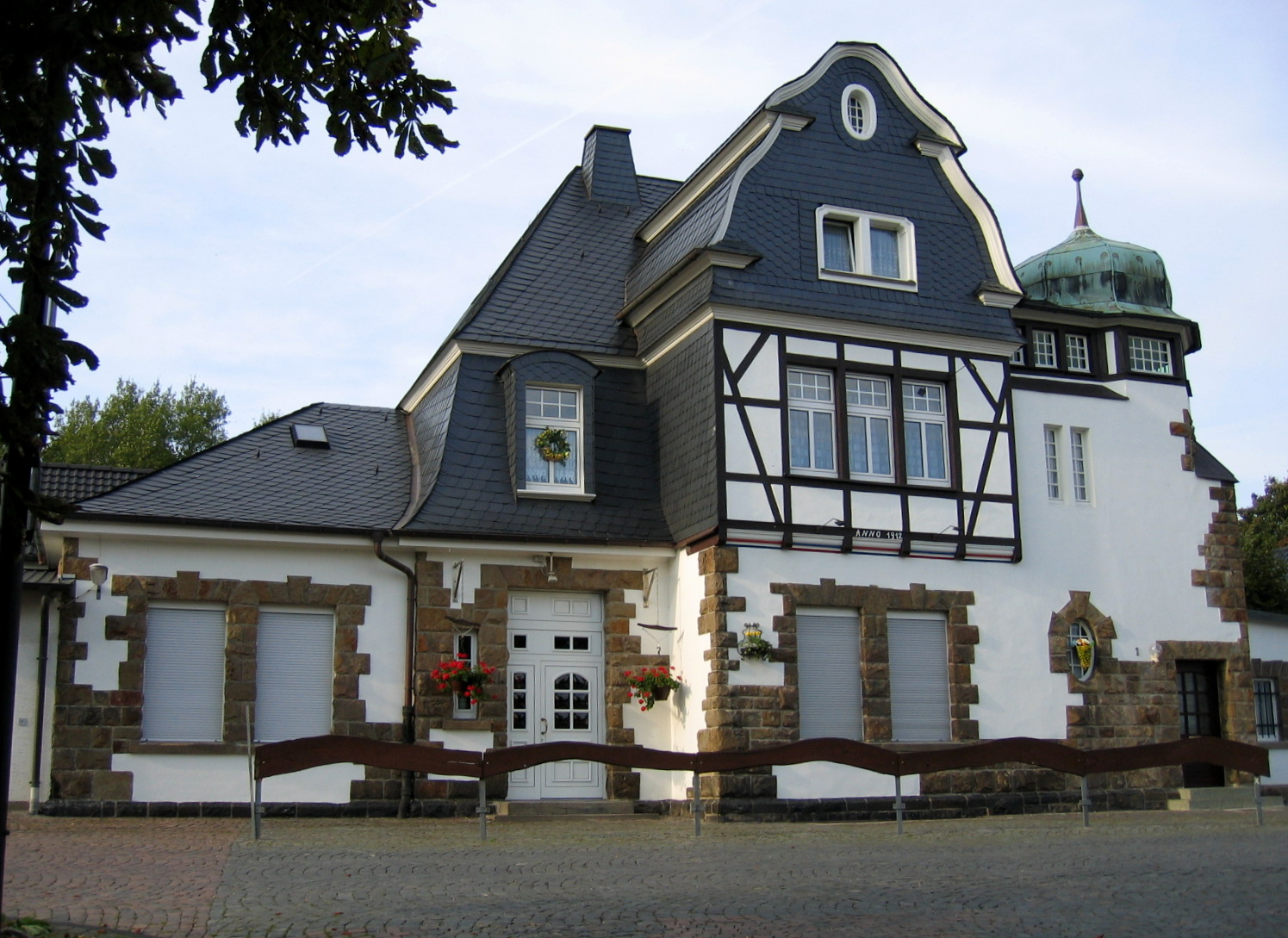
Ehemaliger Bahnhof in Balve

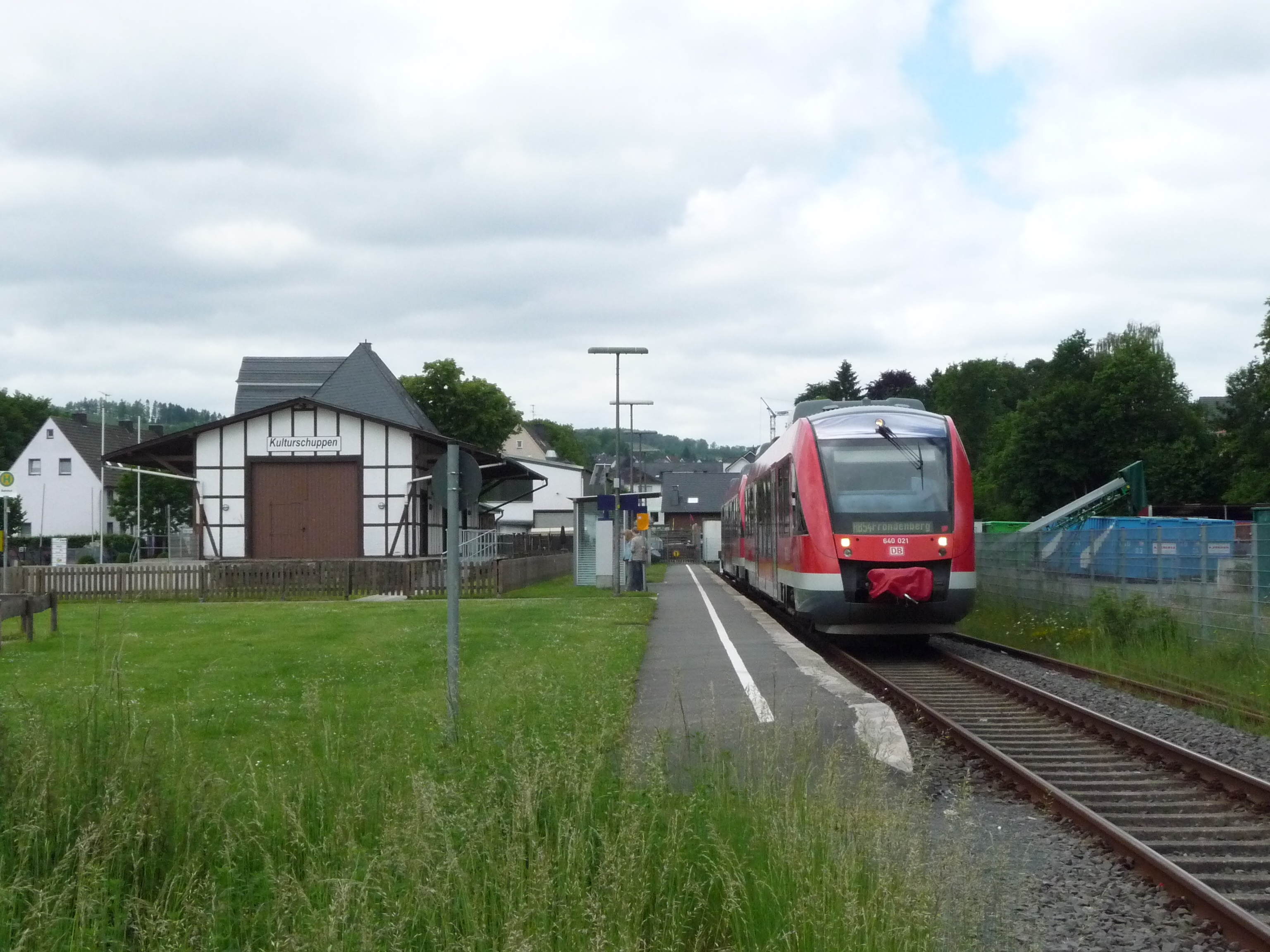
Regionalbahn mit 2× 640 in Neuenrade

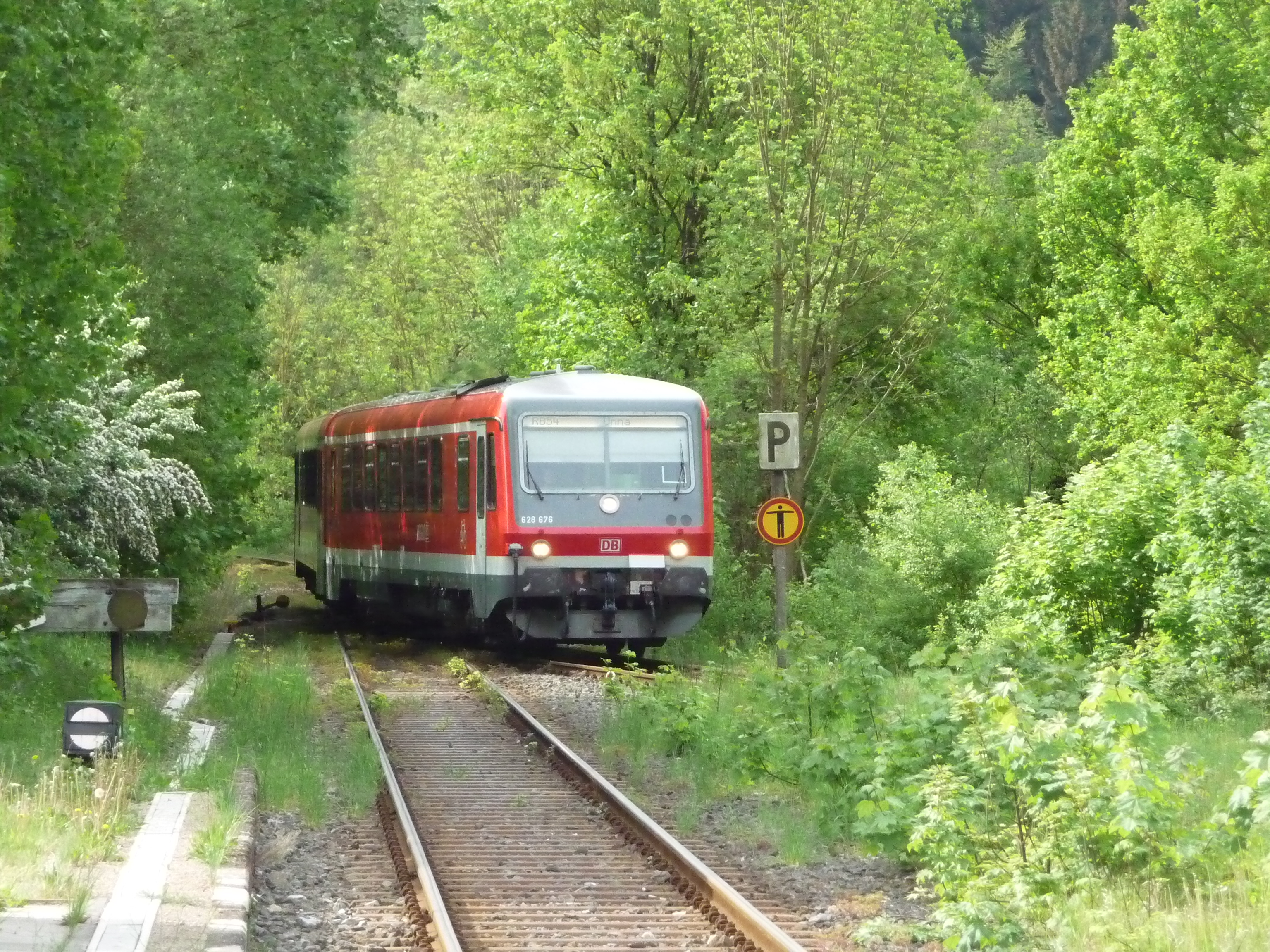
628 676 bei der Einfahrt in den Bahnhof Binolen am 10. Mai 2011

Die Hönnetalbahn wird im Schienenpersonennahverkehr von der Regionalbahn RB 54 „Hönnetal-Bahn“ bedient.
Seit 1989 gibt es auf der Strecke einen Taktfahrplan mit koordinierten Anschlüssen.
Die Bahnstrecke ist im Betrieb in zwei Teilabschnitte unterteilt: Neuenrade–Balve–Menden–Fröndenberg und Menden–Fröndenberg–Unna. Werktags verkehren die Züge im Stundentakt zwischen Fröndenberg und Neuenrade, sodass sie sich immer zur halben Stunde in Binolen kreuzen, und ein Zug zwischen Menden und Unna, der immer zur vollen Stunde in Menden und zur halben Stunde in Unna abfährt. Zugbegegnungen finden zur üblichen Symmetrieminute in Binolen (:28/ :29) sowie im zweigleisigen Abschnitt zwischen Fröndenberg und Menden statt.
Betrieben wird der ÖPNV auf der Hönnetal-Bahn von DB Regio NRW, seit Ende Oktober 2018 mit Diesel-Triebzügen der zweiteiligen Baureihe 632 vom Typ Pesa Link. Die Fahrzeuge der Baureihe 632 werden hauptsächlich in der Einfachtraktion gefahren. Im Schülerverkehr fahren wochentags der 7-Uhr-Zug ab Neuenrade und der 13-Uhr-Zug ab Fröndenberg sowie deren Rückfahrt bzw. Hinfahrt von/nach Fröndenberg in Doppeltraktion. Dabei fährt der morgendliche Schülerzug 6 Minuten früher mit verlängerten Haltezeiten in Balve und Menden und der Schülerzug am Mittag fährt zur gewöhnlichen Zeit in Fröndenberg los, hat aber mit 10 Minuten einen langen Zwischenhalt in Menden. Dadurch können die Fahrschüler den Zug besser erreichen, der sonst knapp nach Schulschluss fahren würde. Zwischen Sommer 2011 und April 2012 wurde der Gesamtverkehr aufgrund von Fahrzeugmangel durch Hauptuntersuchungen erneut mit Triebzügen der Baureihe 628 durchgeführt, die auf dieser Strecke bereits in den 1990er-Jahren im Einsatz waren. Sie kamen ebenfalls 2016 und in anderen Teilen des Wartens auf die neuen Triebwagen des Typs Pesa Link zum Einsatz. Weil die neuen Triebzüge noch nicht zum geplanten Zeitpunkt verfügbar waren, wurde der Zugverkehr weiter mit den Triebwagen der Baureihen 648 und 640 weitergeführt.
Die Hönnetalbahn gehört mit den Linien von Dortmund nach Winterberg, Iserlohn und Lüdenscheid zum Sauerland-Netz, welches 2004 nach Ausschreibung als Paket an die damalige DB Regionalbahn Westfalen, inzwischen in der DB Regio AG aufgegangen, vergeben wurde. DB Regio setzte sich in einer erneuten Ausschreibung für den Betrieb ab Dezember 2016 durch und führte den Verkehr auf der Hönnetalbahn zunächst mit Triebwagen der Baureihen 648 und 640, später dann ab Ende 2018 mit zwei- bis dreiteiligen Triebwagen des Typs PESA Link durch. Die Einführung dieser Züge ist mit einer Erhöhung der Kapazität zur Fahrradmitnahme, Fahrkartenautomaten in den Zügen und Steckdosen an den Plätzen sowie einer moderneren Technik im Zug verbunden.
Vor dem Einsatz der Dieseltriebzüge der Baureihen 624 und 628 ab etwa 1994 fuhren über viele Jahre lokbespannte Wagenzüge, meist gebildet als Wendezug aus n-Wagen und Dieselloks der Baureihe 212. Ab 1999 wurde dann ein Teil der Fahrten von der Baureihe 640 übernommen. Ab 2004 kam nach einer Neuausschreibung hauptsächlich die Baureihe 648 zum Einsatz.
Eine Stilllegung der Strecke war zwar öfter im Gespräch, ist aber inzwischen nicht mehr aktuell, da die Fahrgastnachfrage zwischen 1997 und 2008 um über 60 %, auf etwa 1200 Fahrgäste pro Tag im Abschnitt Menden–Balve und 430 Fahrgäste pro Tag zwischen Balve und Neuenrade, gestiegen ist. Von 2008 bis 2012 war die Nachfrage auf allen Abschnitten der Hönnetalbahn rückläufig. Im Abschnitt Menden–Balve ist die Zahl um 41 % auf 690 Fahrgäste zurückgegangen. Im Abschnitt Balve–Neuenrade werden nur noch 325 Fahrgäste befördert.
Mit der Neuausschreibung des Sauerland-Netzes wurde zum Fahrplanwechsel im Dezember 2016 ein neuer Fahrplan eingeführt. Die Linie RB 54 verkehrt seitdem wieder grundsätzlich in die beiden Relationen Fröndenberg–Neuenrade und Unna–Menden geteilt. Die Teillinie Fröndenberg–Neuenrade wurde in ihrer Fahrplanlage um 30 Minuten verschoben, um einen kurzen Anschluss zur Linie RE 57 nach Dortmund zu erhalten. Somit erfordert die Fahrt von Neuenrade nach Dortmund nur noch einen Umstieg; die Reisezeit konnte um 22 Minuten reduziert werden.

### Güterverkehr
Der Güterverkehr beschränkt sich inzwischen auf die Bedienung der Kalkwerke Rheinkalk in Oberrödinghausen Lendringsen und einen Industrieanschluss in Menden. Die häufig verkehrenden Kies-, Sand- und Kalkzüge erreichen beachtliche Längen und werden teils mit der Baureihe 232 bespannt. Der Übergabebahnhof ist Horlecke. Bis 2007 wurden auch Panzertransporte in Menden im Sauerland für die jetzt geschlossene Blücherkaserne Hemer durchgeführt.

## Planungen

### Zusätzliche Halte
Seitens des ZRL wird gefordert, den Haltepunkt Klusenstein zu reaktivieren. Dieser wurde als Verkehrsstation Anfang der 2000er Jahre wegen fehlender Bahnsteigbeleuchtung aufgegeben; Bahnsteig, Unterstand und Zuwegung sind aber noch unverändert vorhanden.
Außerdem soll ein neuer Haltepunkt „Balve-Schulzentrum“ eingerichtet werden, da der Schülerverkehr für die Hönnetalbahn von sehr großer Bedeutung ist. Seitens der Stadt Balve wird dieses Projekt allerdings zurzeit nicht vorangetrieben (Stand 2016). Der NWL hat 2023 das Potential und die Kosten neuer Stationen in seinem Gebiet bewerten lassen. Dabei wurde auch der Neubau einer Station am Schulzentrum Balve untersucht. Für die Maßnahme werden Kosten in Höhe von 1,7 Millionen Euro veranschlagt und 95 Ein-/Aussteiger, die diese Station potentiell nutzen würden.

### Geschwindigkeitserhöhung
Es soll untersucht werden, inwieweit eine Erhöhung der Reisegeschwindigkeit umsetzbar ist. Zwischen Menden und Neuenrade beträgt die Reisegeschwindigkeit nur ca. 39 km/h.

### Dekarbonisierung
Seitens des Zweckverband Nahverkehr Westfalen-Lippe bestehen Planungen, ab 2040 Batterie-Oberleitungstriebzüge einzusetzen. Dazu soll der Streckenabschnitt zwischen Schwerte und Menden mit Oberleitungen elektrifiziert werden. In diesem Abschnitt sollen die Akkumulatoren der Fahrzeuge für den nichtelektrifizierten Abschnitt zwischen Menden und Neuenrade aufgeladen werden.

### Direktverbindung nach Hagen
Im Rahmen des Sauerlandnetz 3.0 wurden Planungen bekannt, die Fahrten der Linie RB 54 von Neuenrade über Fröndenberg bis Hagen ohne Umstieg zu verlängern. Dabei sollen die Fahrten um eine halbe Stunde in den Fahrzeiten gedreht werden und in Fröndenberg weiterhin Anschluss nach Dortmund gewähren sowie Anschlussreisende von der oberen Ruhrtalbahn aufnehmen. Ab Fröndenberg soll die Linie die zusätzlichen Halte Langschede, Geisecke, Schwerte Ost und Westhofen bedienen, die aktuell nicht angefahren werden.